# Morgan McGarvey
Morgan McGarvey (Louisville, Kentucky, 1979. december 23. – ) amerikai demokrata politikus, 2023 óta Kentucky állam 3. választókörzetének kongresszusi képviselője.

## Életpályája
1979-ben született a Kentucky állambeli Louisville-ben, 1998-ban érettségizett a duPont Manual High Schoolban. Alapfokozatos diplomáját 2002-ben szerezte a Missouri Egyetemen, újságírás szakon, jogi diplomáját pedig a Kentucky Egyetem jogi iskolájában 1007-ben. Karrierje kezdetén Kentucky államügyészének asszisztenseként dolgozott. Később dolgozott ügyvédként a Frost Brown Todd nevű ügyvédi irodában, valamint törvényhozási segédként és ütemezőként Ben Chandler kongresszusi képviselő irodájában.
2012-ben indult Kentucky állam egy szenátori posztjáért az állami kongresszusban. A Demokrata Párt előválasztásán sikeresen legyőzte három ellenfelét, az általános választásokon pedig nem volt republikánus kihívója, így automatikusan győzedelmeskedett. Ezután kétszer választották újra, 2016-ban és 2020-ban, egyik választáson sem volt demokrata kihívója, 2016-ban republikánus ellenfelét könnyedén győzte le, hiszen a szavazatok 61 százalékát szerezte meg. 2020-ban nem volt ellenfele. Kampányai alatt elmondása szerint több tízezer ház ajtaján kopogott be, hogy szavazókat biztosíthasson be magának. Az állami szenátusban négy évig, 2019-től 2023-ig kisebbségi vezetőként volt a demokraták első embere.
2022-ben indult Kentucky harmadik választókerületének képviselőségéért a szövetségi kongresszusban. A Demokrata Párt előválasztásán a szavazatok 63 százalékát szerezte meg, legyőzvén ellenfelét, Atticia Scottot, aki 36 százalékot tudott csak szerezni. Az általános választáson a republikánus Stuart Ray-t győzte le, ismét megszerezvén a szavazatok több, mint 60 százalékát.
Feleségét, Chris-t, az egyetemen ismerte meg, három gyermekük van.

## Politikája
Kentucky állam egyetlen demokrata képviselője a képviselőházban, tagja mind a Progresszív Kaukusznak, mind a mérsékeltebb Új Demokrata Koalíciónak.
Kampányweboldala szerint támogatja a Medicare For All-t, mely garantált egészségbiztosítást nyújtana minden amerikainak, az ingyenes bölcsődét és közösségi főiskolát, a marihuána legalizálását, a bevándorlásreformot, az LMBTQ jogok védelmét, a reproduktív egészségügy elérhetőségét, a munkásjogi szervezeteket és a rasszalapú gazdasági szakadék bezárását.